# Vladimír List
Vladimír List (4. června 1877, Karlín – 27. června 1971 Brno) byl český elektrotechnický inženýr a vysokoškolský pedagog. Zasloužil se o elektrifikaci Československa a o zavedení československých technických norem. V roce 1926 předložil ve spolupráci se stavitelem Bohumilem Beladou pražským zastupitelům návrh na výstavbu čtyř podzemních tratí pod názvem Podzemní rychlá dráha pro Prahu, který se stal částečnou předlohou podoby pozdějšího pražského metra.

## Život a dílo

### Mládí
Vladimír List se narodil v rodině pražského poštovního úředníka. Vystudoval akademické gymnázium. Zajímala ho sociologie, ale také matematika, fyzika a deskriptivní geometrie. Po maturitě v roce 1895 začal studovat práva, kde však nebyl spokojen s úrovní studia. Přešel proto na pražskou techniku nejprve na obor strojírenství, pak na elektrotechniku. Studium úspěšně dokončil v roce 1899. Po absolvování vojenské služby pokračoval v letech 1900–1901 ve studiu na univerzitě v belgickém Lutychu. Po návratu pracoval jako šéfkonstruktér v Křižíkových závodech, kde se podílel na projektu hořínské hydroelektrárny u Mělníka, elektrické dráhy Tábor–Bechyně a dalších projektech. V roce 1904 se Vladimír List oženil s Helenou Gebauerovou, dcerou bohemisty Jana Gebauera.

### Univerzitní působení
V roce 1907 přijal Vladimír List nabídku stát se profesorem na České vysoké škole technické v Brně. Po svém nástupu začal kromě výuky a psaní skript také budovat nové laboratoře. Roku 1909 zde založil Ústav konstruktivní elektrotechniky. V letech 1917–1918 byl rektorem České vysoké školy technické v Brně a několikrát zastával funkci děkana odboru strojního a elektrotechnického inženýrství (v obdobích 1910–1911, 1919–1920 a 1939–1940). Na České vysoké škole technické v Brně působil jako profesor až do roku 1948, kdy byl na pokyn komunistické strany penzionován.
Vladimír List aktivné působil v oblasti elektrotechniky i mimo rámec brněnské vysoké školy. V roce 1910 se podílel na založení odborného časopisu Elektrotechnický obzor. Spolu s Františkem Weyrem a Karlem Englišem vypracoval návrh zákona o elektrifikaci Moravy, který byl předložen ke schválení v roce 1913, a osobně se zasazoval o vybudování páteřní sítě vysokonapěťových elektrických vedení. Působnost zákona, který platil až do roku 1948, byla po vzniku Československa rozšířena na území celého státu. V roce 1919 byl zvolen předsedou Elektrotechnického svazu československého. Měl zásluhy na sjednocení elektrického napětí v nízko- i vysokonapěťové elektrorozvodné síti na celém území Československa.

### Návrh pražského metra

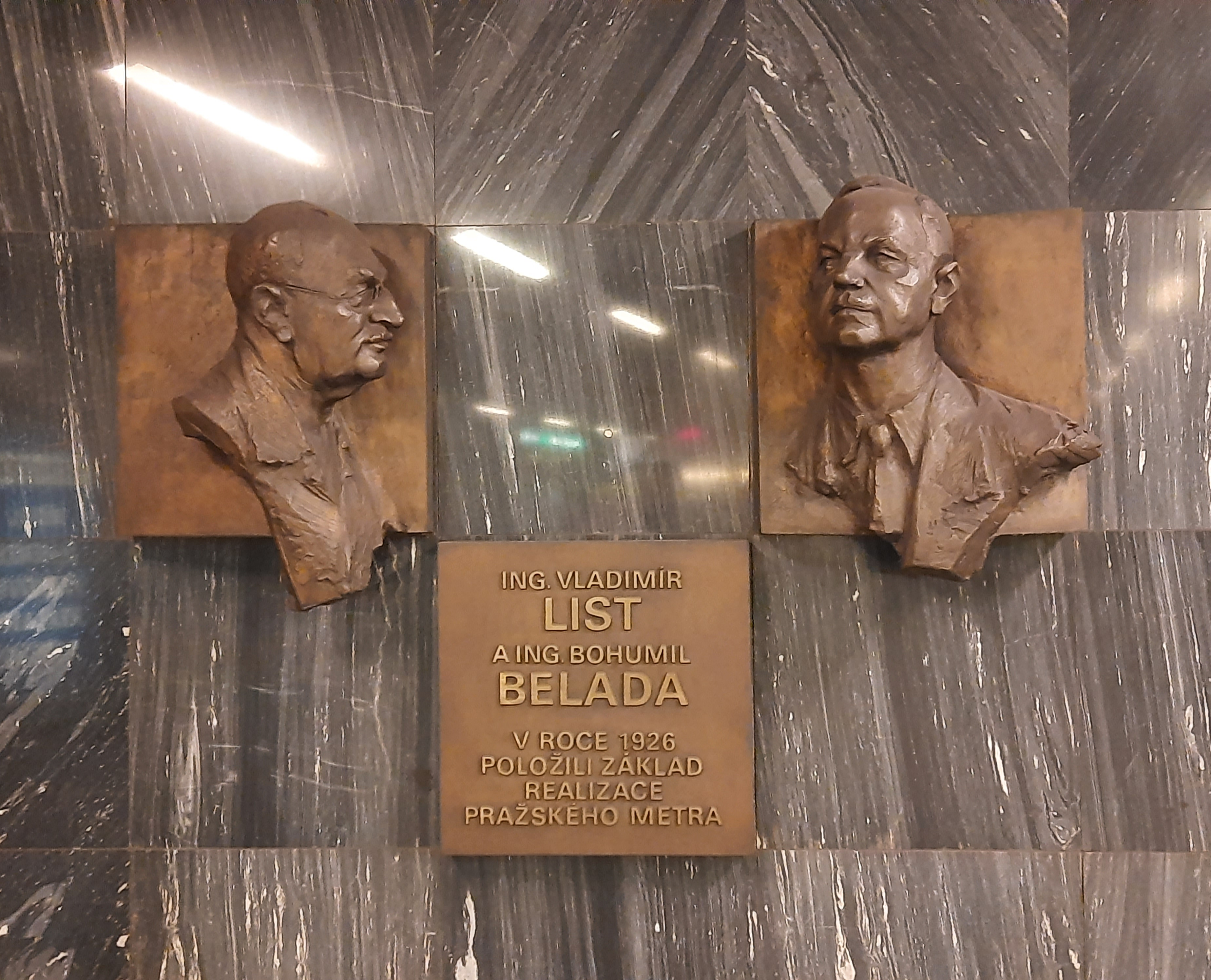
Busty Vladimíra Lista (vlevo) a Bohumila Belady ve vestibulu stanice Muzeum

Ve spojení se stavebním inženýrem a pražským podnikatelem Bohumilem Beladou společně vypracovali pozoruhodný návrh možné podoby pražského metra. Ten odmítal tehdy prosazovanou variantu výstavby linek podzemní tramvaje a prosazoval metro dle vzoru evropských měst. List vypracoval technické parametry tělesa dráhy, Belada pak na základně zkoumání vhodného podloží koordinoval trasování linek. Výsledkem byla koncepce čtyř linek metra, předložená roku 1926 pražskému primátorovi Karlu Baxovi. Ačkoliv se výstavbu metra podařilo v Praze vinou organizačních neshod a příchodem druhé světové války realizovat až začátkem 70. let 20. století, byl návrh Lista a Belady jednou ze stěžejních koncepcí, ze kterých tvůrci sítě metra posléze vycházeli (zejména v trajektorii trasy metra A).

### Technické normy

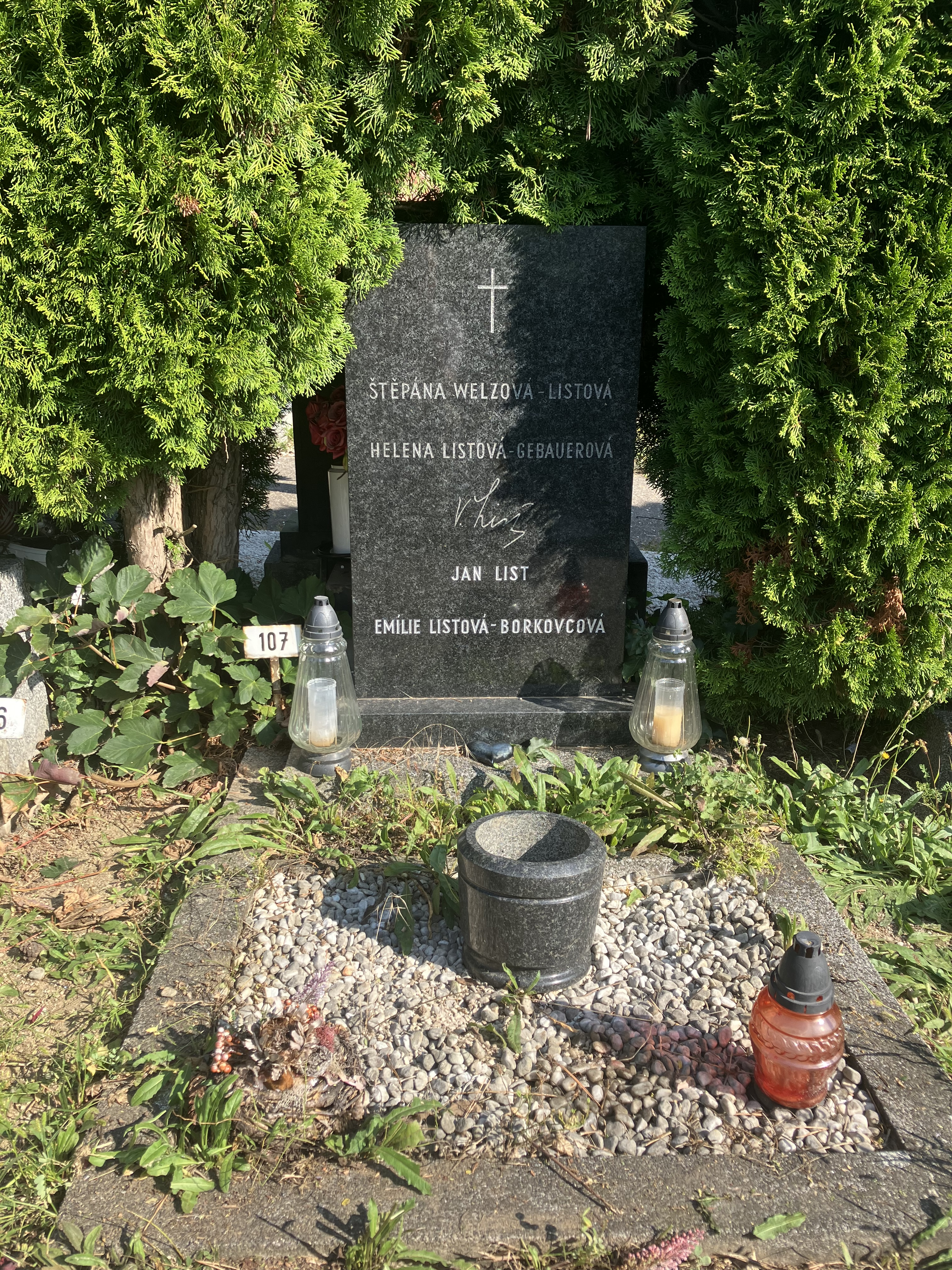
Hrob Vladimíra Lista

Významně se podílel na vytváření a prosazování technických norem, nejprve v rámci Elektrotechnického svazu československého, a od roku 1922 také v Československé společnosti normalisační, které předsedal. V roce 1926 prosadil označování materiálů, které odpovídaly normám a byly ověřeny zkušebnou, logem ESČ, které se dodnes používá jako doklad bezpečnosti elektrotechnických zařízení. Ve stejném roce zastupoval Československo při podpisu zakládací listiny Mezinárodní normalizační federace (ISA). V roce 1928 se stal místopředsedou ISA a v letech 1932–1934 byl jejím předsedou.
Vladimír List publikoval jako autor nebo spoluautor více než 600 odborných knih, skript a článků. Jeho publikace Normalisace z roku 1930 významně ovlivnila standardizaci součástek československých strojírenských a elektrotechnických výrobků. Roku 1947 obdržel čestný doktorát brněnské techniky a roku 1956 titul doktor věd (DrSc.). V roce 1967 mu byla udělena Zlatá medaile VUT. Za své zásluhy obdržel rovněž řadu zahraničních řádů a vyznamenání.

### Úmrtí
Vladimír List zemřel roku 1971 v Brně ve věku 93 let. Pohřben byl na Ústředním hřbitově v Brně, sk. H36/hr. 107.

### Publikace (výběr)
- LIST, Vladimír. Mechanika venkovních vedení. Praha: Česká matice technická, 1920.
- LIST, Vladimír. Navrhování elektrických drah. Praha: Česká matice technická, 1920.
- BELADA, Bohumil; LIST, Vladimír. Podzemní rychlá dráha pro Prahu. Praha: vl. nákl., 1927.
- LIST, Vladimír. Normalisace. Praha: Česká matice technická, 1930.
- LIST, Vladimír. Elektrické sítě. Praha: Elektrotechnický svaz českomoravský, 1940.
- LIST, Vladimír. Užité vědy technické. Praha: Václav Petr, 1944.
- LIST, Vladimír. Elektrická vozba I. Navrhování. 2., přepracované vyd. Praha: Česká matice technická, 1949.